# After the Sunset
After the Sunset (bra: Ladrão de Diamantes; prt: Golpe no Paraíso) é um filme de comédia de ação de 2004, estrelando Pierce Brosnan como Max Burdett, um renomado ladrão de diamantes que é perseguido pelo agente do FBI Stan Lloyd, interpretado por Woody Harrelson. O filme foi dirigido por Brett Ratner e foi gravado nas Bahamas. Com a maioria do roteiro definido em uma ilha do Caribe, os cineastas decidiram filmar nas Bahamas, baseando sua produção fora do resort Atlantis Paradise Island em Nassau, elenco e equipe de filmagem voaram de Los Angeles, Miami e Nova York para começarem as filmagens.
O roteiro original de Paul Zbyszewski para After the Sunset foi descoberto pelos produtores Beau Flynn e Tripp Vinson, ambos conhecidos por produzir filmes como Tigerland (2000) e Requiem for a Dream (2000). O roteiro foi comprado pela New Line Cinema e os produtores contrataram o roteirista australiano Craig Rosenberg para criar uma reescrita. Tanto o estúdio quanto os produtores concordaram que sua primeira escolha para o papel do ladrão principal Max Burdett fosse para Pierce Brosnan, que já havia feito papel de ladrão em The Thomas Crown Affair. Salma Hayek, indicada ao Oscar por seu papel em Frida (2002), foi a próxima atriz a se juntar ao elenco. Com os dois protagonistas escolhidos, Woody Harrelson foi escalado para o papel do inimigo de Burdett, o agente do FBI Stanley Lloyd. A entrada no elenco de Don Cheadle marcou uma terceira colaboração com Ratner, seguido de The Family Man (2000) e Rush Hour 2 (2001). O papel de Sophie, a policial das Bahamas, foi o próximo papel a ser escalado. A atriz britânica Naomie Harris conseguiu o papel.
O próximo a se juntar ao elenco foi o diretor Brett Ratner. O filme foi originalmente planejado para ser dirigido por John Stockwell, mas desistiu devido a diferenças criativas. Em 2017, a atriz Olivia Munn acusou Ratner de assédio sexual no set de After the Sunset, ela foi uma de outras várias mulheres a falarem do acontecimento.

## Sinopse
Ambientado numa paradisíaca ilha, Paradise Island, a comédia policial mostra o casal de ladrões Max e Lola tentando esquecer os dias de crimes e usufruindo sua vida de luxos, conquistada com os diamantes roubados no passado. Mas enquanto Lola não tem problemas em se adaptar nessa nova situação, o inquieto Max fica logo entediado. O ex-ladrão não consegue acompanhar a profusão de chatos casais em lua de mel no local e a falta da adrenalina de sua antiga ocupação.[carece de fontes?]

## Elenco
- Pierce Brosnan como Max Burdett
- Salma Hayek como Lola Cirillo
- Woody Harrelson como Stan Lloyd
- Don Cheadle como Henri Mooré
- Naomie Harris como Sophie
- Rex Linn como Agente Kowalski do FBI
- Mykelti Williamson como Agente Stafford
- Troy Garity como Luc
- Obba Babatundé como Zacharias
- Michael Bowen como motorista do FBI
- Russell Hornsby como Jean-Paul, guarda-costas de Mooré
- Mark Moses como Agente Lakers do FBI
- Chris Penn como Rowdy Fan
- Joel McKinnon Miller como Wendell
- Alan Dale como Security Chief
- Noémie Lenoir como garota de Mooré
- John Michael Higgins como gerente de hotel (sem créditos)

O filme também conta com várias participações especiais, incluindo Gary Payton, Karl Malone, Phil Jackson, Jeff Garlin, Dyan Cannon, Edward Norton e Shaquille O'Neal como eles mesmos.

## Recepção da crítica
After the Sunset teve recepção geralmente desfavorável por parte da crítica especializada. Com um índice de aprovação de 18% com base em 140 comentários de críticos no Rotten Tomatoes. Em base de 32 avaliações profissionais, alcançou uma pontuação de 38% no Metacritic.
O filme estreou em terceiro lugar nas bilheterias norte-americanas, faturando US$ 11,100,392 em seu fim de semana de estréia, com seu lançamento mais amplo em 2,819 cinemas. Ele arrecadou US$ 28,331,233 no mercado interno e US$ 33,016,564 nos mercados internacionais, somando um total bruto de US$ 61,347,797.